# Релігійний досвід
Релігійний досвід (також духовний досвід, містичний досвід) — суб'єктивний життєвий досвід зустрічей з вищою реальністю, відчуття присутності безмежної таємниці в житті людини, відчуття залежності від божественної сили або від невидимого стану речей, почуття провини і страху перед божим судом або внутрішнє умиротворення в надії на божественне всепрощення.
Об'єктивне вивчення релігійного досвіду є складною задачею через суб'єктивність цього феномена. Однак виявлення вченими подібностей і відмінностей між різними проявами релігійного досвіду зробило можливим академічні дослідження цього предмета.
Багато релігійних і містичних традицій розглядають релігійний досвід як дійсні зустрічі з Богом або богами, або дійсний контакт із іншими реальностями. У науці існують дві точки зору на релігійний досвід — одна з них полягає в тому, що релігійний досвід є функцією людського мозку і піддається науковому вивченню, інша вважає релігійний досвід теоретичною конструкцією, яка не має наукового сенсу.
У різних релігійних традиціях існує безліч назв та описів релігійного досвіду:
- Подолання обмеженості власного буття і злиття з божественним світлом (хасидизм);
- Повне роз'єднання зі світом (кайвалья у деяких течіях індуїзму, включаючи самкх'ю і йогу);
- Звільнення від пут карми (мокша в сикхізмі, джайнізмі та індуїзмі, нірвана в буддизмі)
- Осягнення істинної природи людини (саторі в дзен-буддизмі, де в даосизмі);
- Єднання з Богом (енозис у неоплатонізмі і обоження в християнстві, брахма нірвана в індуїзмі);
- Осягнення внутрішнього єства (ірфан і фітра в ісламі);
- Блаженне переживання справжньої внутрішньої суті (самадхі або сварупа-авірбхава в індуїзмі);
- Зняття соціальних заборон і повернення у природний стан (діонісійські містерії).

## Визначення

### Визначення Вільяма Джеймса
Психолог і філософ Вільям Джеймс у книзі «Різноманіття релігійного досвіду» описав чотири основні характеристики релігійного/містичного досвіду:
- Невимовність (англ. Ineffable). Найкращий критерій для розпізнавання містичних станів свідомості — неможливість з боку того, хто пережив їх, підібрати слова для їх опису через відсутність слів, здатних уповні виразити сутність цього роду переживань.
- Інтуїтивність (Noetic). Містичні стани для того, хто переживає їх, є особливою формою пізнавання. За допомогою цих станів людина проникає в глибину істин, закриту для тверезого розуму. Вони є одкровеннями, моментами внутрішнього просвітлення, незмірно важливими для того, хто їх пережив, і над чиїм життям влада їх залишається непорушною до кінця.
- Короткочасність (Transient). За рідкісними винятками, вони тривають від півгодини до двох годин, після чого зникають, уступивши місце буденної свідомості. Після їх зникнення важко відтворити в пам'яті їхні властивості, однак коли вони знову відвідують людину, вона пізнає їх.
- Бездіяльність волі (Passive). Хоча містичні стани можна викликати довільно, наприклад, зосередженням уваги, ритмічними рухами тіла або іншим яким-небудь способом, як тільки стан свідомості набув характерні для цього переживання ознаки, містик починає відчувати свою волю ніби паралізованою або навіть такою, що перебуває у владі якоїсь вищої сили.

### Визначення Нормана Хабеля
Відомий австралійський теолог Норман Хабель визначає релігійний досвід як структурований шлях, на якому віруючий у межах певної релігійної традиції вступає у відносини зі священним, або отримує обізнаність про священне. Релігійний досвід за самою своєю природою виходить за межі буденності (трансцендує). Релігійний досвід в ряді випадків важко відрізнити на основі спостереження від психопатологічних станів (таких, як психоз, див. ще метемпсихоз) або від інших форм змінених станів свідомості. Не всі переживання надприродного стосуються релігійного досвіду. Виходячи з визначення Хабеля, релігійний досвід не включає в себе психопатологічні стани і стани, індуковані психоактивними речовинами, оскільки ці стани переважно переживаються поза рамками певної релігійної традиції.
Мур і Хабель виділили два типи релігійного досвіду: безпосередній і опосередкований.
- Опосередкований — Опосередкований досвід віруючий набуває за допомогою допоміжних засобів — таких, як: ритуали, особливі особистості, релігійні групи, тотемні об'єкти або природа.
- Безпосередній — Безпосередній досвід приходить до віруючого без будь-якого втручання. При цьому божество або божественне сприймається безпосередньо.

### Визначення Річарда Свінберна
Філософ і православний богослов Річард Свінберн у своїй книзі «Віра й розум» сформулював п'ять категорій, на які ділиться релігійний досвід:
- Публічний — віруючий бачить діяння волі Господньої там, де можливі інші пояснення, наприклад, під час спогляданні мальовничого заходу сонця
- Публічний — надзвичайна подія, що порушує закони природи, наприклад, ходіння по воді
- Особистий — піддається опису звичайною мовою, наприклад, драбина Якова
- Особистий — невимовний звичайною мовою, зазвичай це — містичний досвід, наприклад, «білий колір не перестав бути білим, і чорний колір не перестав бути чорним, але чорний став білим і білий став чорним».
- Особистий — невизначене, всеохопне відчуття впливу Бога на чиєсь життя.

Свінберн також запропонував два принципи для оцінки релігійного досвіду:
- Принцип довірливості — за відсутності причин для недовіри треба приймати те, що здається істинним, наприклад, якщо хто-небудь власними очима бачить ходіння по воді, він повинен вірити, що це дійсно відбувається.
- Принцип свідоцтва — за відсутності причин для недовіри слід приймати те, що говорять про релігійний досвід спостерігачі або віруючі.

### Класичні визначення
Нумінозний — німецький мислитель Рудольф Отто (1869—1937) стверджував, що всім різновидам релігійного досвіду незалежно від культурного середовища властивий один загальний чинник, який він визначає як «нумінозний». «Нумінозний» досвід включає, крім інших аспектів, таку дихотомію: «mysterium tremendum» — тенденцію викликати страх і трепет, — і «mysterium fascinans» — тенденцію притягувати, зачаровувати й підкоряти. Отто вважав нумінозний досвід єдино можливим релігійним досвідом, висловлюючи це такими словами: «Немає релігії, в якій вона [нумінозність] не присутня як справжня свято бережена суть, і без неї релігія не заслуговує права називатися релігією». Отто не приймав усерйоз який-небудь інший вид релігійного досвіду, наприклад, екстаз і релігійну несамовитість, і вважав їх «вступом до релігії».
Екстаз — при екстатичних переживаннях людина відчуває, що його Душа або дух покидає тіло (див. вихід із тіла). Зміст екстатичних переживань полягає в подорожах іншими світами, в яких набувається знання про вищі реальності, зокрема й про потойбічний світі. Цей тип релігійного досвіду характерний для шаманів.
Несамовитість — при несамовитості (одержимості) Бог являється віруючому ззовні. Свята сила, істота або воля входить у тіло або свідомість індивіда й опановує його. Людей, сприйнятливих до одержимості, іноді називають медіумами. Божество, дух чи надприродна істота використовує такого індивіда для зв'язку з іманентним світом. Льюїс стверджує, що екстаз і одержимість по суті являють собою одне й те саме переживання, і екстаз є лише однією з форм одержимості. Зовнішній прояв цього феномена підтверджує цю точку зору, оскільки шамани виглядають як одержимі духами медіуми, і хоча вони претендують на здатність керувати духами, у ряді випадків шамани втрачають контроль.
Містичний — містичний досвід багато в чому протилежний до нумінозного досвіду. При містичному досвіді всі відмінності для адепта зникають, і він зливається з космосом, божеством чи іншою трансцендентною реальністю. Британський сходознавець Роберт Чарльз Зенер виділив два різновиди містичного досвіду: природний містичний досвід і релігійний містичний досвід. До природного містичного досвіду відноситься, наприклад, злиття зі своїм глибинним «Я» або переживання єдності з природою. Природний містичний досвід докорінно відрізняється від релігійного, оскільки він не прив'язаний до якої-небудь традиції, однак він являє собою духовний досвід, здатний глибоко вплинути на індивіда.
Духовне пробудження — духовне пробудження є релігійним досвідом, що веде до самореалізації або встановлення зв'язку з духовними аспектами буття. Дуже часто духовне пробудження перетворює все життя індивіда. Термін «духовне пробудження» може позначати будь-який тип релігійного досвіду з вельми широкого спектра, включаючи народження згори в християнстві, близькосмертний досвід, а також містичний досвід, включаючи індуїстську мокшу і буддійське просвітлення.

## Пояснення релігійного досвіду

### Релігійний досвід з точки зору матеріалістичного й ідеалістичного світогляду
З точки зору світогляду ідеалізму релігійний досвід розглядається як реальне осягнення ідеї або вплив духа. Можливість надприродного не відкидається і надприродні прояви розглядаються як причина справжнього релігійного досвіду. Водночас деякий релігійний досвід може оцінюватися критично й оцінюватися погляду відсутності надприродних проявів у ньому, незважаючи на наявність претензій на це.
В ідеалістичних і релігійних концепціях релігійного досвіду можуть виражатися ідеї про доступність деяких або більшості форм релігійного досвіду тільки для деяких особистостей, готових до цього або обраних для цього. Наприклад, поширені ідеї про те, що людська особистість повинна бути «„готова“ й „зріла“ для бачення Бога». Неготовність до прийняття цього досвіду може розглядатися з погляду духовного рівня людини або його гріховності.
У матеріалістичних концепціях релігійного досвіду акцент може бути перенесений на зв'язок релігійного досвіду з переживаннями й фізіологічними явищами в людському організмі (результат чуттєвого досвіду), а реальність досвіду (надприродна складова) оцінюється скептично або повністю відкидається.
У матеріалістичних концепціях релігійний досвід може розглядатися як ілюзія, самообман у більшості випадків, тоді як у релігійних концепціях можливість самообману допускається, але не поширюється на всі випадки релігійного досвіду.

### Релігійні та містичні переконання

#### В індуїзмі
Розмаїття релігійного досвіду в індуїзмі відображається у величезній кількості зовні схожих проявів, проте за всіма цими проявами ховається універсальна мудрість — осягнення Брахмана. Найдавніші описи індуїстського релігійного досвіду наведено у Ведах і Упанішадах, де вони викладені від особи древніх мудреців (ріші), які споглядали богів і інші світи, і жерців, які перебували під впливом священного напою сома. У Йога-сутрах Патанджалі описані техніки медитації, що дозволяють досягти стану самадхі, що веде до остаточного звільнення від страждань цього світу — кайвальє. Тісно пов'язана з практикою йоги традиція тантри, в численних текстах якої докладно обговорюється значення й роль релігійного досвіду. Релігійний досвід також описується в Махабхараті і Рамаяні. Один із найвідоміших і найважливіших для індуїзму описів релігійного досвіду міститься у Бгаґавад-ґіті.
Особистий релігійний досвід завжди мав величезну вагу в індуїзмі, чому сприяв високий статус психотехніки в культурі Індії. Однак догматичне шанування Вед в індуїзмі дещо принижує цінність йогічного досвіду поза його співвіднесенням з доктриною, заданою Ведами. Хоча йогічний гнозис (джняна) в Індії часто розглядався як найвища форма пізнання, посилання на йогічний досвід під час філософських диспутів були заборонені як через його невимовність, так і внаслідок можливості різних інтерпретацій цього досвіду в термінах і доктринах будь-якої зі шкіл, що дискутували.

#### У буддизмі
Буддизм має тісні історичні й культурні зв'язки з індуїзмом, але значно розходиться з індуїзмом у питаннях, пов'язаних з релігійним досвідом. Його головна відмінність від індуїзму полягає в тому, що в основі буддійського вчення лежить релігійний досвід однієї людини — Сіддхартхи Ґаутами, прозваного Буддою через переживання ним цього досвіду. Послідовники Будди прагнули пережити той самий релігійний досвід, що й він. Саме психотехніка і йогічний досвід завжди відігравали визначальну й головну роль у буддизмі. Відповідно до розвитку буддизму і виникнення безлічі буддійських шкіл в основу того чи іншого напрямку лягали саме результати споглядання, і саме вони ставали критеріями його істинності. Водночас слід враховувати, що жодна буддійська система ніколи не розглядалася самими буддистами як вчення, що проголошує істину в останній інстанції. Буддійський погляд полягає в тому, що істина не може бути осягнена дискурсивно, описана в категоріях дискурсивного мислення і бути виражена засобами дискурсу. Це ставлення до доктрини і до філософії ясно виражене в буддійських текстах. Наприклад, дві провідні школи махаяни — мадхьямика (шуньявада) і йогачара (виджнянавада) — оцінювалися послідовниками буддизму суто прагматично, з точки зору їхньої корисності для духовного вдосконалення різних типів особистості. Мадхьямика, що категорично відкидала будь-який субстанціоналізм і проголошувала пустотність не тільки особистості (пудгала), але й елементів (дхарм), що становлять особистість, вважалася найпридатнішим засобом лікування психіки для людей, прив'язаних до власного «я», тоді як йогачара, що відкидала існування поза свідомістю даних, які утворюють зміст досвіду, рекомендувалася людям, прив'язаним до зовнішніх речей. При такому підході питання про те, що «правильніше насправді», виявляється некоректним, оскільки істина виражається не в теорії, а переживається в йогічному досвіді.

#### У суфізмі
Хоча всі мусульмани вірять, що вони йдуть до Бога й наблизяться до нього в раю після смерті і Судного дня, суфії вважають можливим ще за життя стати ближче до Бога і відчути єднання з ним.
Духовний шлях суфіїв складається з трьох етапів згідно з традицією, що спирається на слова Мухаммеда: «Шаріат — мої слова, тарікат — мої справи, хакікат — мої внутрішні стани». Шаріат, тарікат і хакікат взаємопов'язані.
Тарікат, шлях пізнання Бога, описують як «шлях, який виходить з шаріату, на широкій дорозі він називається куля, на стежці — тарік». Містичний досвід недосяжний без попереднього ревного виконання обмежень, що накладаються шаріатом. Однак тарікат — це вузький шлях яким йти важче. Він веде адепта, іменованого «салік» (подорожній), в мандрівку «сулук», через різні стоянки («макам»), до досягнення кінцевої мети, іменованої «таухіда» — віри в єдність й одиничність Аллаха.

#### У християнському містицизмі
Християнське віровчення загалом підтримує ідею про те, що Бог перебуває у всіх християнах, і що вони можуть відчути його в собі, віруючи в Ісуса. Християнський містицизм прагне шляхом наслідування Христа осягнути духовні істини, які недоступні для інтелекту. Англіканський священик Вільям Ральф Інг розділяє «сходи досконалості» (scala perfectionis) на три стадії: «очисну» або аскетичну, «просвітительську» чи споглядальну, і «об'єднавчу», на якій можна побачити Бога.
Третя стадія в деякому сенсі означає злиття з Богом. Вона може відбуватися по-різному, але в першу чергу асоціюється з божественною любов'ю відповідно до слів з Першого послання Івана: «Бог є любов, і хто пробуває в любові, перебуває в Бозі, і Бог у ньому». Одні тлумачення класичного містицизму вважають перші дві стадії підготовкою до третьої, тоді як інші стверджують, що всі три стадії перетинаються й переплітаються.

#### В ісихазмі
Ісихазм являє собою духовну практику, що заснована на заповіді Христа з Євангелія від Матвія «увійди до своєї комірчини і, зачинивши двері твої, і помолися Отцеві своєму, Який у тайні», і полягає в заглибленні в себе через припинення діяльності почуттів із метою пізнати Бога.
У XIV столітті можливість осягнення Бога була оспорена ченцем Варлаамом з Калабрії, який, хоча формально й належав до православної Східної Церкви, отримав схоластичну освіту й критикував ісихазм, ґрунтуючись на раціоналістичній філософії. Григорій Палама виступив на захист ісихазму, і після тривалої богословської дискусії вчення Варлаама було засуджено Східною Церквою як єретичне.
Основна практика ісихазму полягає в розумовому діянні, тобто в постійному повторенні Ісусової молитви: «Господи Ісусе Христе, Сину Божий, помилуй мене грішного». При цьому ісихасти використовували Ісусову молитву просто як послідовність складів, що несе глибинний містичний сенс, і не надавали значення її буквальному трактуванню. Є. О. Торчинов вказує, що практика постійної молитви, яка передбачає повторення божественних імен, є універсальною для різних релігій. Величезну роль в ефективності її використання для досягнення релігійного досвіду відіграє установка свідомості, яка виражається у вірі в сакральність вимовного імені та в сотеріологічну ефективність його повторення.

#### В неоплатонізмі
Неоплатонізм являє собою сучасний термін для позначення релігійної та містичної філософії, яка сформувалася в III столітті на основі платонізму.
Неоплатонізм постулює, що душа повинна повернутися до вищого Блага тим же шляхом, яким вона зійшла з нього. Насамперед, їй потрібно повернутися до самої себе. Це досягається практикою чесноти, що націлена на уподібнення Богу і веде до Бога. Практика аскези робить людину більш духовною і стійкою істотою, звільняючи її від гріхів. Але стати безгрішним недостатньо, оскільки кінцева мета полягає в злитті в Богом (енозис). Ця мета досягається спогляданням первозданного Сущого — Єдиного (Блага), — в містичному екстазі.
Душа може осягнути первозданне Суще і наблизитися до нього лише в стані повного спокою і смирення. Тому їй необхідно пройти через духовну підготовку. Почавши з споглядання матеріальних речей, душа йде всередину себе і занурюється в глибини, звідки для неї стає досяжним світ ідей (нус). Але й там вона не знаходить Єдине. Через концентрацію й напругу, перебуваючи в тиші й забувши про всі речі, душа набуває здатність споглядати Бога, основу буття, джерело всіх істот, початок душі. У той момент вона відчуває найвищу невимовне щастя, злившись із божественним і купаючись у сяйві вічності. Порфирій повідомляє, що Плотін за час їхнього шестирічного спілкування чотири рази пережив містичне єднання з Богом.

### Історія сучасних наукових і релігійних поглядів
Термін «релігійний досвід» отримав широке розповсюдження в науці після виходу в 1902 році книги Вільяма Джеймса «Різноманіття релігійного досвіду». Однак дослідження цього предмета в західній теології почалися на багато століть раніше — відправною точкою осмислення релігійного досвіду в теології вчені вважають праці Блаженного Августина (V століття). У західній філософії релігійний досвід став самостійним предметом дослідження приблизно у другій половині XIX століття.
У XVIII—XX століттях декілька вельми впливових західних мислителів висунули ідею про те, що релігія й релігійні вірування можуть ґрунтуватися на релігійному досвіді. Іммануїл Кант вважав, що моральний імператив виправдовує релігійні вірування, а Джон Веслі стверджував, що релігійний досвід прихильників методизму став основою цього релігійного руху як способу життя. У XIX столітті Фрідріх Шлаєрмахер і Альбрехт Рітчль розвинули й розширили погляд, згідно з яким людський досвід (моральний і релігійний) виправдовує релігійні вірування.
Пізніше такий релігійний емпіризм став надзвичайно проблематичним і в період між двома світовими війнами був відкинутий Карлом Бартом. Проте, у XX столітті виправдання релігійних вірувань на підставі релігійного та морального досвіду зберегло свій вплив. Зокрема, прихильниками ліберальної теології були такі відомі вчені, як Чарльз Коулсон і Чарльз Рейвн. У XX—XXI ст. містичний досвід мали багато видатних учених, і це справило значний вплив на їхні наукові погляди. Південноафриканський філософ Джон Фіндлі у своїй книзі «Логіка містицизму» висловив важливість досліджень містичного досвіду такими словами: 
 Містичні висловлювання відображають дуже своєрідний і важливий спосіб дивитися на речі, який є настільки ж певним і характерним, як і будь-який інший…

Це містичне світосприйняття, зовсім не будучи особливим даром дивних людей, іменованих містиками, швидше становить частину досвіду більшості людей у всі часи, подібно до того як уявлення про горизонт і відкрите небо входять у більшість звичайних уявлень про світ. На горизонті об'єкти стають невиразними або сильно витягнутими, паралельні лінії сходяться тощо; точно так само в містичних областях досвіду деякі речі виглядають і поводяться зовсім не так, як у ближніх або середніх межах досвіду… Є люди, в яких через нездатність до математики розвивається відраза до всього цього предмету, і є люди, в яких подібна відраза розвивається через нездатність до містицизму, проте звідси не випливає, що та чи інша з цих здібностей не є різновидом звичайного людського обдарування, яке виражається у своєрідному типі висловлювань і дискурсу, по суті, з такою закономірністю, що заслуговує назви «логіки».
Оригінальний текст (рос.)
Мистические высказывания отражают очень своеобразный и важный способ смотреть на вещи, который является столь же определенным и характерным, как любой другой…

Это мистическое мировосприятие, далеко не будучи особым даром странных людей, именуемых мистиками, скорее составляет часть опыта большинства людей во все времена, подобно тому как представления о горизонте и открытом небе входят в большинство обычных представлений о мире. На горизонте объекты становятся неясными или сильно вытянутыми, параллельные линии сходятся, и так далее; точно так же в мистических областях опыта некоторые вещи выглядят и ведут себя совсем не так, как в ближних или средних пределах опыта… Есть люди, у которых из-за неспособности к математике развивается отвращение ко всему этому предмету, и есть люди, у которых сходное отвращение развивается из-за неспособности к мистицизму, однако отсюда не следует, что та или иная из этих способностей не представляет собой разновидность обычного человеческого дарования, которое выражается в своеобразном типе высказываний и дискурса, по существу, с такой закономерностью, что заслуживает названия «логики».

Тепер в Інституті філософії Російської Академії Наук ведуться дослідження, що стосуються впливу релігійного досвіду на генезис і структуру науки.

## Сучасні академічні дослідження релігійного досвіду
Слідом за теологами і філософами релігійний досвід почали досліджувати представники різних галузей науки — релігієзнавці, психологи, історики, антропологи, соціологи тощо.
У психології релігії вивчення релігійного досвіду, розпочате Вільямом Джеймсом з аналізу причин і впливу на людину її навернення, містичних переживань, праведності й молитви, продовжилося вченими шляхом дослідження глосолалії, релігійного змісту снів, медитації, впливу релігійного переконання й ритуалу, змінених станів свідомості, впливу сповіді, впливу окультних і культових феноменів, уживання наркотичних засобів з метою виклику релігійних переживань, релігійних впливів у галузі психопатології. Психологія релігії також іноді досліджує парапсихологічні феномени, але основну увагу вона все ж таки зосереджує на таких формах релігійного досвіду, як молитва, навернення, містичні переживання, відправлення релігійних обрядів і участь у релігійних громадах і культах.
Психологи широко використовують статистичні методи вивчення релігійної поведінки і станів свідомості та інтерпретацію даних, отриманих за допомогою анкетування й опитувань. Одна з головних цілей психології релігії полягає у виявленні тих впливів, які релігійний досвід справляє на поведінку індивідів і груп, тобто вивчення взаємодії особистісних і соціальних факторів. При цьому, однак, виникають труднощі, пов'язані з неможливістю повноцінного перекладу внутрішніх переживань особистості на мову наукових понять або навіть буденного спілкування. Дані масових опитувань і спроби експериментального фізіологічного дослідження містичних станів також дають досить бідні відомості. Основна проблема під час вивчення релігійного досвіду полягає в тому, що він важко піддається процедурі формалізації.
Дослідники припускають, що труднощі дослідження релігійного досвіду можуть бути подолані також і за допомогою менш поширених підходів, таких як аналітична психологія і трансперсональна психологія. Крім того, покладаються надії на просування досліджень релігійного досвіду в новій міждисциплінарній галузі — нейротеології, що вивчає взаємозв'язок релігійних переживань з діяльністю головного мозку.

## Засоби виклику релігійних переживань
Існують різноманітні способи досягнення станів свідомості, притаманних релігійному досвіду. У багатьох релігійних текстах описані медитативні техніки, що ведуть до релігійних переживань. Тексти йоги й тантри згадують особливі методи, які ведуть до певних типів релігійного досвіду, зокрема: фізичні вправи, етичні приписи, рекомендації з харчування, психотехнічні процедури. Традиція Мантра Марги (Шлях мантри) підкреслює особливу важливість постійного повторення вголос або про себе особливих мантр, отриманих від учителя. Існує безліч практик, які використовують янтри. До числа методів досягнення релігійних переживань, не обмежених рамками якої-небудь релігійної традиції входять такі:
- Медитація
- Молитва
- Музика[42]
- Танець, зокрема:
  - Сама
- Піст
- Інтенсивний біль, наприклад, при:
  - умертвлінні плоті[en][43]
- Сексуальне збудження[44]
- Використання ентеогенів, зокрема:
  - Аяваска (Диметилтриптамин)[45]
  - Бганґ (Каннабіноїди)
  - Шавлія віщунів (Сальвінорин A)[46]
  - Лофофора Вільямса (Мескалін)[47]
  - Psilocybe cubensis (Псилоцибін)[48]
  - Мухомор червоний (Мусцимол)[49]

Причинами релігійних переживань також є психологічні або нейрофізіологічні аномалії, наприклад:
- Глибока депресія[50] або Шизофренія
- Скронева епілепсія[51]
- Інсульт[52]
- Близькосмертний досвід[53]
- Збудження нейронів певних частин мозку, наприклад, змінним магнітним полем[54]

В авраамічних релігіях спроби штучним шляхом викликати релігійні переживання, досягнення натхнення або одкровення від духовної сили можуть оцінюватися негативно (пов'язуватися з демонізмом і спіритизмом) і протиставлятися «істинному» духовному досвіду.